# Myggtjärnen, Västmanland
Myggtjärnen är en sjö i Köpings kommun i Västmanland och ingår i Norrströms huvudavrinningsområde. Sjön är 3,5 meter djup, har en yta på 0,02 kvadratkilometer och befinner sig 113 meter över havet.